# 哥連·卡森-李察士
哥連·卡森-李察士（英語：Colin Kazim-Richards，1986年8月26日—），是一名英格蘭出生的土耳其職業足球員，司職前鋒。

## 生平

### 球會
卡森-李察士出身貝利的青訓系統，其後分別效力白禮頓和錫菲聯。2007年轉投土超球會費倫巴治，簽約4年。惟他在場內場外的行為均惹來爭議，費倫巴治於2010年將他外借到法甲的圖盧茲。
2011年1月4日卡森-李察士被費倫巴治中止合約，隨即於翌日加盟其主要競爭對手加拉塔沙雷，簽約三年半。

### 國家隊
卡森-李察士的父親是加勒比海島國安提瓜和巴布達人，母親是塞浦路斯土耳其人。卡森-李察士由於在英格蘭出生，可代表英格蘭足球代表隊，但他卻選擇代表土耳其國家足球隊，亦是罕有的英格蘭足球員效力土耳其球會。

## 外部連結
- Fenerbahçe profile （页面存档备份，存于）
- TFF profile （页面存档备份，存于）
- Career moves at transfermarkt.de
- 足球数据库：Colin Kazim-Richards的球员统计数据
- PremierLeague.com profile （页面存档备份，存于）
- Official website
- Colin Kazim- Richards' fansite （页面存档备份，存于）